# Pozzonovo
Pozzonovo är en ort och kommun i provinsen Padova i regionen Veneto i Italien. Kommunen hade 3 532 invånare (2018).